# Saint-Sylvestre-de-Cormeilles
Saint-Sylvestre-de-Cormeilles är en kommun i departementet Eure i regionen Normandie i norra Frankrike. Kommunen ligger i kantonen Cormeilles som tillhör arrondissementet Bernay. År 2022 hade Saint-Sylvestre-de-Cormeilles 226 invånare.

## Befolkningsutveckling
Antalet invånare i kommunen Saint-Sylvestre-de-Cormeilles
Referens:INSEE